# Orde voor Bijzondere Diensten
De Orde voor Bijzondere Diensten van de Republiek Slovenië (Sloveens: "Red za izredne zasluge") werd na de onafhankelijkheid in 1992 ingesteld. Deze ridderorde is een moderne orde van verdienste die uitzonderlijke verdiensten in het bevorderen van de soevereiniteit, de welvaart, de faam en de vooruitgang van Slovenië beloont.
Het versiersel is een gestileerde bloem met drie bladeren in de nationale kleuren rood, wit en blauw aan een driehoekig lint. Deze orde heeft een enkele graad en werd onder anderen aan Elizabeth II van het Verenigd Koninkrijk toegekend. Men kent de orde behalve aan personen ook toe aan organisaties of groepen Slovenen.